# جوزيف دبليو. فينش جونيور
جوزيف دبليو. فينش جونيور (بالإنجليزية: Joseph W. Finch, Jr.)‏ هو ضابط أمريكي، ولد في 1920، وتوفي في 1942.